# Imperiul Etiopian
Imperiul Etiopian, cunoscut și ca Abisinia, a fost un regat african care se întindea pe teritoriile actualelor Etiopia și Eritreea, iar în perioada de maximă extindere pe teritoriile actualelor :Djibouti, nordul Somaliei, sudul Egiptului, estul Sudanului. vestul Yemenului și sud-vestul Arabiei Saudite. Imperiul a durat în jur de 700 de ani ; de la răsturnarea dinastei Zagüe în 1270 și până la căderea monarhiei în 1975. Este considerat urmașul Regatului din Aksum, care datează din secolul IV î.e.n. motiv pentru care este considerat statul cel mai vechi din lume. Alături de Liberia, au fost singurele două țări independente în timpul împărțirii Africii în colonii europene în secolul XIX.

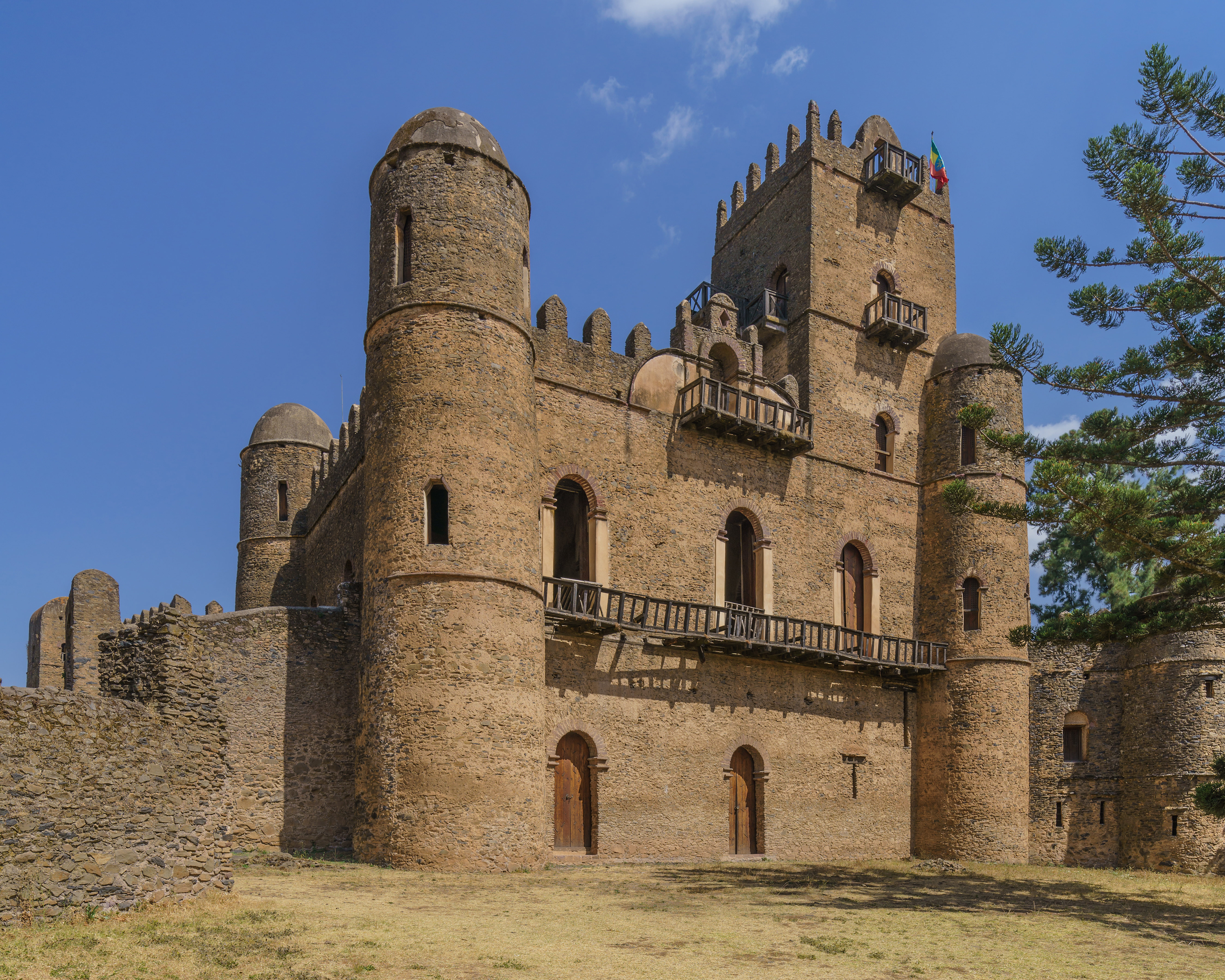
Palatul lui Falisidas cel Mare din Gondar